# Ronnie McCollum
Ronnie Allen McCollum II (Tuscaloosa, 28 december 1978) is een Amerikaans-Belgisch voormalig basketballer en basketbalcoach.

## Carrière
McCollum speelde in zijn jeugd naast basketbal ook American football en baseball. McCollum speelde collegebasketbal voor de Centenary Gentlemen van 1997 tot 2001. In 2001 werd hij niet gekozen in de NBA draft maar speelde wel in de NBA Summer League voor de Golden State Warriors. Hij tekende daarop bij Liaoning Panpan Hunters in China, in januari 2002 brak hij zijn voet en zat zijn seizoen erop. Het seizoen erop tekende hij bij Sankt Pölten in de Oostenrijkse competitie. In het seizoen 2003/04 speelde hij bij het Portugese FC Barreirense.
In 2004 tekende hij bij de Belgische eersteklasser Scarlet Vilvoorde. Voor het seizoen 2005/06 tekende hij bij het Franse CA Saint-Étienne maar door een blessure zou hij nooit voor hen spelen. In 2006 keerde hij terug naar de Belgische competitie en speelde een seizoen bij Liège Basket. Daarna speelde hij twee seizoenen bij Bree BBC, met de club degradeerde hij na een seizoen mee naar de tweede klasse door financiële problemen maar werden wel meteen kampioen.
In het seizoen 2009/10 speelde hij bij het Cypriotische ETHA Engomis waar hij een seizoen speelde. Na een seizoen aan de kant ging hij in 2011 spelen bij de Belgische tweedeklasser Cuva Houthalen waar hij ook jeugdcoach werd. In 2015 werd hij uitgeroepen tot beste speler. In 2016 stopte hij als basketballer en werd bij Houthalen hoofdcoach. Voor het seizoen 2017/18 werd hij coach van eersteklasser Limburg United waar hij Brian Lynch opvolgde maar werd na enkele speeldagen in november 2017 al ontslagen. In 2018 ging hij aan de slag als hoofdcoach van BBC Lommel.

## Privéleven
McCollum leerde in België zijn vrouw kennen en bleef na zijn carrière in België wonen. In 2010 kreeg McCollum ook de Belgische nationaliteit.

## Erelijst
- Belgische tweede klasse: 2009